# Johannes Alois Theodor Nienhausen
Johannes Alois Theodor Nienhausen-Eickenscheid (* 24. Juni 1756 in Rotthausen; † 2. März 1815 in Kray) war ein deutscher Politiker.

## Leben und Wirken
Johannes Alois Theodor Nienhausen war der Sohn eines Gutsbesitzers. Er studierte Theologie und Rechtswissenschaften, blieb jedoch ohne beendetes Studium.
Unter dem ersten Maire (Bürgermeister) von Altenessen, Bernhard Radhoff, war Nienhausen Erster Beigeordneter. Nach Radhoffs Entlassung durch die Franzosen am 17. Juni 1811 wurde Nienhausen Maire von Altenessen und war es bis zu seinem Tod. Die 1808 gebildete Munizipalität Altenessen wurde 1813 zur eigenständigen Bürgermeisterei. Zu ihr gehörten bis 1874  Frillendorf, Huttrop, Karnap, Schonnebeck, Katernberg, Rotthausen, Rüttenscheid und Stoppenberg.
Nienhausen versuchte, wie sein Amtsvorgänger Radhoff, die Bevölkerung vor Übergriffen und Ausbeutung durch die französischen Truppen zu schützen. 1814 wurde er Chef des Landsturmbataillons Altenessen.
In Essen-Altenessen-Süd wurde die ehemalige Jakobstraße 1915 als Nienhausenstraße nach ihm benannt.